# Нерда (деревня)
Нерда (тат. Ишмәт) — деревня в Тобольском районе Тюменской области, входит в состав Булашовского сельского поселения.
В деревни одна улица Озёрная.
Находится на берегу озера Нердинское.
Дороги полевые, автобусного сообщения нет.

## Население
| 2010 |
| ---- |
| 17   |